# قطعةالفرس
قِطعةالفَرَس (پارهٔ اسب) یا آلفا اسب کوچک از ستارگان صورت فلکی اسب کوچک است.